# Blaze and the Monster Machines
Blaze and the Monster Machines (Blaze e as Monster Machines em Portugal e Blaze e os Monster Machine no Brasil) é uma série de desenho animado computadorizada estadounidense, criado pelo Jeff Borkin e Ellen Martin. A primeira temporada estava planeada para ter vinte episódios, mas a série acabou sendo dividida em temporadas de duas partes.
A série estreou nos Estados Unidos pela Nickelodeon em 13 de outubro de 2014. No Brasil, a série estreou na Nickelodeon em 16 de março de 2015 e também foi transmitida na TV Cultura desde 4 de julho de 2016 até 2020. Em Portugal, a série foi adquirida pelo Canal Panda e estreou em 12 de setembro de 2016 e depois foi adquirida pelo Nick Jr. durante o seu lançamento em 2 de novembro de 2017.
Em 15 de junho de 2015, a série foi renovada para uma terceira temporada. A 21 de junho de 2016, a série foi renovada para uma quarta temporada.

## Elenco
| Personagem | Estados Unidos           | Brasil                         | Portugal             |
| ---------- | ------------------------ | ------------------------------ | -------------------- |
| Blaze      | Nolan North              | Fábio Azevedo                  | Paulo Espírito Santo |
| AJ         | Dusan Brown              | Vyni Takahashi Gabriel Martins | Cristina Basílio     |
| Gabby      |                          | Gabriela Milani                | Sandra de Castro     |
| Darington  | Alexander Polinsky       | Robson Kumode                  | André Raimundo       |
| Zeg        | James Patrick Stuart     | Cassius Romero                 | Nelson Raposo        |
| Listrado   | Sunil Malhotra           | Fábio de Castro                | Nelson Raposo        |
| Listrado   | Sunil Malhotra           | Diego Lima                     | Nelson Raposo        |
| Starla     | Kate Higgins             | Priscilla Concepción           | Helena Palmela Mota  |
| Esmagador  | Kevin Michael Richardson | Ramón Campos                   | Ricardo Monteiro     |
| Picles     | Nat Faxon                | Sérgio Rufino                  | Michel Simeão        |

## Episódios
| Temporada | Temporada | Episódios | Exibição original     | Exibição original       | Exibição no Brasil   | Exibição no Brasil | Exibição em Portugal   | Exibição em Portugal |
| Temporada | Temporada | Episódios | Estreia de temporada  | Final de temporada      | Estreia de temporada | Final de temporada | Estreia de temporada   | Final de temporada   |
| --------- | --------- | --------- | --------------------- | ----------------------- | -------------------- | ------------------ | ---------------------- | -------------------- |
|           | 1         | 20        | 13 de outubro de 2014 | 18 de fevereiro de 2016 | 16 de março de 2015  | por anunciar       | 12 de setembro de 2016 | 7 de outubro de 2016 |

### 1ª Temporada 2014–2016
| # (série) | # (temp.) | Título                                                  | Exibição original                                                          | Código de produção | Audiência (em milhões) |
| --------- | --------- | ------------------------------------------------------- | -------------------------------------------------------------------------- | ------------------ | ---------------------- |
| 1–2       | 1–2       | "Blaze of Glory"                                        | 13 de outubro de 2014 16 e 17 de março de 2015 12 e 13 de setembro de 2016 | 101/102            | ASA                    |
| 3         | 3         | "The Driving Force" "A Força Motora"                    | 20 de outubro de 2014 18 de março de 2015 14 de setembro de 2016           | 103                | 1,16                   |
| 4         | 4         | "Tool Duel" "O Duelo das Ferramentas"                   | 21 de outubro de 2014 19 de março de 2015 15 de setembro de 2016           | 104                | ASA                    |
| 5         | 5         | "Bouncy Tires" "Pneus Puladores"                        | 22 de outubro de 2014 20 de março de 2015 16 de setembro de 2016           | 105                | 1,15                   |
| 6         | 6         | "Epic Sail"                                             | 28 de outubro de 2014 24 de março de 2015 19 de setembro de 2016           | 107                | ASA                    |
| 7         | 7         | "Stuntmania" "Acrobatomania"                            | 30 de outubro de 2014 23 de março de 2015 20 de setembro de 2016           | 106                | ASA                    |
| 8         | 8         | "The Jungle Horn" "A Corneta da Selva"                  | 4 de novembro de 2014 26 de março de 2015 21 de setembro de 2016           | 109                | ASA                    |
| 9         | 9         | "Team Truck Challenge" "O Desafio de Equipes de Carros" | 6 de novembro de 2014 25 de março de 2015 22 de setembro de 2016           | 108                | ASA                    |
| 10        | 10        | "Os Robôs Padeiros"                                     | 6 de janeiro de 2015 13 de abril de 2015 23 de setembro de 2016            | 111                | ASA                    |
| 11        | 11        | "Truckball Team-up" "O Time de Carrobol"                | 8 de janeiro de 2015 27 de março de 2015 26 de setembro de 2016            | 110                | ASA                    |
| 12        | 12        | "O Bandido Misterioso"                                  | 17 de fevereiro de 2015 14 de abril de 2015 27 de setembro de 2016         | 112                | ASA                    |
| 13        | 13        | "Gasquatch"                                             | 19 de fevereiro de 2015 16 de abril de 2015 28 de setembro de 2016         | 114                | ASA                    |
| 14        | 14        | "Truck Rangers"                                         | 10 de março de 2015 17 de abril de 2015 29 de setembro de 2016             | 115                | 1,34                   |
| 15        | 15        | "Trouble at the Truck Wash"                             | 12 de março de 2015 30 de setembro de 2016                                 | 116                | 1,36                   |
| 16        | 16        | "Zeg and the Egg" "Zeg e o Ovo"                         | 3 de abril de 2015 15 de abril de 2015 3 de outubro de 2016                | 113                | 1,45                   |
| 17        | 17        | "O foguete fujão"                                       | 5 de maio de 2015 4 de outubro de 2016                                     | 119                | 1,09                   |
| 18        | 18        | "Cattle Drive"                                          | 7 de maio de 2015 5 de outubro de 2016                                     | 117                | 1,07                   |
| 19        | 19        | "Dragon Island Duel" "O Duelo da Ilha do Dragão"        | 25 de maio de 2015 6 de outubro de 2016                                    | 118                | 1,30                   |
| 20        | 20        | "Sneezing Cold"                                         | 18 de fevereiro de 2016 7 de outubro de 2016                               | 206                | ASA                    |